# Astigarraga
Astigarraga település Spanyolországban, Gipuzkoa tartományban. Astigarraga Donostia-San Sebastián, Errenteria és Hernani községekkel határos. Lakosainak száma 7764 fő (2024).

## Népesség
A település lakosságának változását az alábbi diagram mutatja:
| Lakosok száma | 3641 | 4109 | 4242 | 4678 | 4818 | 5535 | 5880 | 6532 | 7185 | 7764 |
|               | 2001 | 2004 | 2006 | 2009 | 2011 | 2014 | 2016 | 2019 | 2021 | 2024 |